# Saciedad semántica
La saciedad semántica, también conocida como saturación semántica, es un fenómeno psicológico en el que la repetición de una palabra o frase causa la pérdida temporal de su significado para el oyente, quien entonces la percibe como sonidos repetidos sin sentido.

## Historia e investigación
El profesor e investigador Leon Jakobovits James acuñó el término «saciedad semántica» (semantic satiation en inglés) en su tesis doctoral de 1962 en la Universidad McGill. Antes de eso, la expresión «saciedad verbal» había sido usada junto con otros términos para expresar la idea de fatiga mental. La tesis listaba varios nombres que se habían usado para describir este fenómeno:

Muchos otros nombres se han usado para lo que parece ser en esencia el mismo proceso: inhibición (Herbert, 1824, en Boring, 1950), fase refractaria y fatiga mental (Dodge, 1917; 1926a), lapso de significado (Bassett y Warne, 1919), reducción de trabajo (Robinson y Bills, 1926), inhibición cortical (Pavlov, 192?), adaptación (Gibson, 1937), extinción (Hilgard y Marquis, 1940), saciedad (Kohler y Wallach, 1940), inhibición reactiva (Hull, 1913), saciedad de estímulo (Glanzer, 1953), reminiscencia (Eysenck, 1956), saciedad verbal (Smith y Raygor, 1956), y transformación verbal (Warren, 1961b).
Leon Jakobovits James, 1962

La tesis presenta varios experimentos que demuestran la operación del efecto de saciedad semántica en varias tareas cognitivas tales como clasificar palabras y figuras que se presentan de manera repetida en un tiempo corto, repetir verbalmente palabras y luego agruparlas en conceptos, sumar cifras después de repetirlas en voz alta, y traducciones bilingües de palabras repetidas en uno de los dos idiomas. En cada caso, los sujetos repetían una palabra o número por varios segundos para luego realizar la tarea cognitiva usando esa palabra. Se demostró que repetir la palabra antes de la tarea provocaba que esta se volviera más difícil de realizar.
La explicación del fenómeno es que la repetición verbal excita a un patrón neuronal específico en el córtex cerebral que se corresponde con el significado de la palabra. Una repetición rápida produce que tanto la actividad sensomotora periférica y central neuronal se activen de manera reiterada. Esto provoca un efecto conocido como inhibición reactiva, por el cual cada repetición provoca una reducción en la intensidad de la actividad. Jakobovits James consideró esta conclusión como el inicio de la «neurosemántica experimental».

## Aplicaciones
Una aplicación ha sido desarrollada para reducir el pánico escénico de los tartamudos al crear saciedad semántica a través de la repetición y reducir así la intensidad de las emociones negativas provocadas durante un discurso.